# Oxydesmus cuspidatus
Oxydesmus cuspidatus är en mångfotingart som beskrevs av Demange och Jean-Paul Mauriès 1975. Oxydesmus cuspidatus ingår i släktet Oxydesmus och familjen Oxydesmidae. Inga underarter finns listade i Catalogue of Life.